# Лилла, Марк
Марк Лилла (англ. Mark Lilla, 1956 г. р., Детройт) — американский политолог и интеллектуальный историк, журналист и эссеист. Профессор гуманитаристики Колумбийского университета (с 2007 года).
Самопровозглашённый либерал, он часто, хотя и не всегда, излагает взгляды с этой точки зрения.
Писал для New York Review of Books, New Republic, New York Times.
Наиболее известен своими книгами «Либерал прошлого и будущего: политика после идентичности» (The Once and Future Liberal: After Identity Politics), «Безрассудный разум: интеллектуалы в политике» (The Reckless Mind: Intellectuals in Politics), «Мертворожденный бог: религия, политика и современный Запад» (The Stillborn God: Religion , Politics, and the Modern West) и «Разум, потерпевший кораблекрушение: политическая реакция» (The Shipwrecked Mind: On Political Reaction).
Окончил Мичиганский университет (1978) со степенью summa cum laude по экономике и политологии.
Степень магистра получил в Гарвардской Школе Кеннеди (1980).
В Гарварде в 1990 году получил и степень доктора философии по госуправлению.
Преподавал в Нью-Йоркском и Чикагском университетах.
В 2004-2005 годах стипендиат Гуггенхайма.
В 2015 году заявил, что Барак Обама войдёт в историю, как лучший правитель, которого когда-либо имели США.

## Ранняя жизнь и образование
Лилла родился в Детройте, штат Мичиган, в 1956 году. После непродолжительного обучения в Государственном университете Уэйна он окончил Мичиганский университет в 1978 году по специальности экономика и политология. Во время учебы в Гарвардской школе государственного управления им. Джона Ф. Кеннеди он начал работать в сфере журналистики, а после окончания в 1980 году со степенью магистра государственной политики стал редактором ежеквартального журнала «Общественный интерес», посвящённого государственной политике, и оставался там до 1984 года. В Гарварде Лилла работала с социологом Дэниелом Беллом и политическими теоретиками Джудит Шклар и Харви Мэнсфилдом, получив степень доктора философии в правительстве в 1990 году. 

## Карьера
Постоянная тема произведений Лиллы - это оспариваемое наследие современного Просвещения.  Его первая книга, G. B. Vico: The Making of an Anti-Modern, исследует раннюю фигуру европейского контрпросвещения и имеет сходство с работами Исайи Берлина (с Рональдом Дворкином и Робертом Б. Сильверсом, он редактировал  мемориальный том «Наследие Исайи Берлина в 2001 году».) В 1990-х годах он широко писал о европейской философии двадцатого века, редактировал с Томасом Павлом серию «Новая французская мысль» в Princeton University Press и написал «Безрассудный разум», размышление о  «филотиранском» уклоне континентальной философии XX века. Его всестороннее исследование современного политического богословия «Мертворожденный Бог», основанное на лекциях Карлайла, прочитанных в Оксфордском университете в 2003 году, было названо газетой New York Times Book Review одной из «100 лучших книг года» и одной из 150 лучших книг года по версии Publisher's Weekly. В 2015 году он получил награду Американского зарубежного пресс-клуба за лучший комментарий к международным новостям за серию статей в The New York Review of Books о реакции Франции на террористические атаки того года. Эти статьи стали частью книги «Разум, потерпевший кораблекрушение: о политической реакции», исследования того, как ностальгия повлияла на современную политику от Средней Америки до Ближнего Востока. В последние годы он также принимал участие в публичных дебатах о будущем американского либерализма и Демократической партии, которая находится в центре внимания «Либерала прошлого и будущего».

## Личная жизнь
Женат на художнице Дайане Купер, а его дочь Софи Мари Лилла родилась в 1994 году.

## Книги
- The public face of architecture : civic culture and public spaces. Общественное лицо архитектуры: гражданская культура и общественные пространства. Free Press. 1987.

- G. B. Vico: The Making of an Antimodern. Harvard University Press. 1994. ISBN 0-674-33963-0.

- New French Thought: Political Philosophy. Princeton University Press. 1994. ISBN 0-691-00105-7.

- The Legacy of Isaiah Berlin. New York Review Books. 2001. ISBN 1-59017-009-1.

- The Reckless Mind: Intellectuals and Politics (2001)

- The Stillborn God: Religion, Politics, and the Modern West (2007) — вошла в «100 лучших книг года» по версии The New York Times Book Review

- The Reckless Mind: Intellectuals and Politics (expanded ed.). New York Review Books. 2016. ISBN 1-68137116-2.

- The Shipwrecked Mind: On Political Reaction (2016) ISBN 978-1-59017-902-4

- The Once and Future Liberal: After Identity Politics. 2017. ISBN 978-0-06269743-1.